# 아이티의 성소수자 권리
아이티의 성소수자 권리에 대한 서술이다.
아이티에서 레즈비언, 게이, 양성애자, 트랜스젠더(LGBT) 등 성소수자성을 가진 사람들은 비성소수자 주민들이 겪지 않는 사회적·법적 어려움에 직면해 있다. 성인 간의 비상업적이고 합의에 기반한 동성 간 성관계는 범죄로 간주되지 않지만, 트랜스젠더는 광범위하게 규정된 부랑자 관련 법률 위반으로 벌금을 부과받을 수 있다.  대체로 공공 여론은 성소수자 권리에 반대하는 경향을 보이며, 이로 인해 성소수자 인구는 차별로부터의 법적 보호를 받지 못하고, 혐오 범죄 관련 법률에도 포함되지 않으며, 동성 커플이 이끄는 가구는 혼인한 부부에게 부여되는 어떠한 법적 권리도 보장받지 못한다.

## 동성 간 성관계의 합법성
1791년 9월 25일부터 10월 6일 사이에 채택된 프랑스 형법전은 생도맹그에까지 적용되었다. 1804년 아이티가 프랑스로부터 독립했을 때, 합의에 기반한 동성 간 성행위를 범죄로 규정하는 법률은 도입되지 않았으며, 이후에도 그러한 법률이 형법전에 포함된 적은 없다.

## 동성 관계의 법적 인정
아이티는 동성 결혼, 시민결합, 또는 이에 유사한 제도들을 인정하지 않는다.  2013년에는 아이티의 한 성소수자 인권 단체가 국회에 동성애자 권리 법안을 추진하겠다고 발표하자, 종교 지도자들이 연합해 동성 결혼에 반대하는 대규모 시위를 조직한 바 있다.
2017년 8월, 동성 커플이 결혼할 경우 3년의 징역형과 8,000달러의 벌금을 부과하는 법안이 아이티 상원을 통과했으나, 법으로 제정되지는 않았다.

## 차별 금지 보호 조치
아이티 법률에는 성소수자(LGBT)를 대상으로 한 괴롭힘이나 폭력을 다루는 혐오 범죄 또는 편향 동기 범죄에 관한 법률이 존재하지 않는다.
2020년 6월 24일, 아이티 대통령은 새 형법을 공포했으며, 24개월 이내에 신임 국회가 이를 거부하지 않는 한 발효될 예정이었다. 해당 형법은 성적 지향에 따른 차별을 범죄화하고, 간통을 비범죄화하는 내용을 담고 있었다. 이에 대해 많은 아이티 국민들과 종교 단체들이 강하게 반발했고, 보수 성향 정치인들은 새 형법을 거부하겠다고 공언했다.

### 헌법상 권리 보호
1987년에 비준된 아이티 헌법은 성적 지향이나 성 정체성에 따른 차별을 명시적으로 금지하지는 않는다. 그러나 헌법은 모든 시민에게 건강권, 주거, 교육, 식량, 사회보장에 대한 권리를 포함한 몇 가지 보장을 제공한다.

## 사회적 인식과 견해
대부분의 아이티 사람들은 동성애와 크로스드레싱을 부정적으로 보는 종교나 교파와 강한 유대관계를 가지고 있다. 아이티 인구의 약 50%가 가톨릭 신자이며, 그 다음 종교인 개신교, 모르몬교 등의 종교와 종파도 동성애와 크로스드레싱에 대해 부정적이다.
이러한 태도와 관점으로 인해, LGBT 인구는 차별이나 괴롭힘의 대상이 될까 두려워 자신의 정체성을 숨길 필요를 자주 느낀다.
비록 아이티 정부가 LGBT 권리 운동의 존재를 허용하고 있으나, 대중의 지지는 거의 전무한 실정이다.
주요 사회적 예외는 부두교(Vodou)로, 이 영적 신앙과 실천은 LGBT 사람들에 대한 차별이 거의 없는 편이다.
2013년 7월, 포르토프랭스에서 1,000명 이상의 사람들이 모여 인간 성적 다양성을 부정하고, LGBT 사람들을 히스테리컬하고 망상적인 존재로 규정하며, 이성애 결혼이 우월하다고 주장하는 시위를 벌였다. 이 시위에는 다양한 종교 단체가 참여했으며, 이들은 자신들의 LGBT 자녀를 외면하고 반(反)인권 플래카드를 들고 노래를 부르며, 국회가 동성 결혼을 합법화할 경우 국회를 불태우겠다는 협박성 구호도 외쳤다. 종교 단체 연합은 다른 나라에서 동성 결혼을 지지하는 법률에 반대한다고 밝혔다

### LGBT 문화
아이티에서는 LGBT 영화제나 퍼레이드가 열리지 않으며, LGBT 고객을 위한 바나 나이트클럽도 존재하지 않는다. 대체로 아이티 내 LGBT의 사회생활은 여전히 조용한 편이며, 나라의 다른 계층처럼 경제적 계급에 따라 크게 나뉘어 있다.
2002년, 『남자와 신들(Of Men and Gods)』이라는 제목의 아이티 게이들을 다룬 다큐멘터리가 공개되었다.  영화는 공개적으로 동성애자임을 밝힌 여러 아이티 남성들의 삶과 그들이 겪는 차별을 조명한다. 이후로 Erin L. Durban, Omise'eke Natasha Tinsley, Dasha A. Chapman, Mario LaMothe, and Elizabeth McAlister 등이 아이티 내 LGBT 문화에 관해 상당한 양의 학술 연구를 수행해왔다. 이 학자들은 2015년 듀크 대학교에서 열린 아이티 내 LGBT 문화에 관한 획기적인 심포지엄에서 발표자로 참여했다 Chapman, Durban, 그리고 LaMothe는 “Nou Mache Ansanm (함께 걷다: 퀴어 아이티 공연과 연대)”라는 획기적인 학술지 호를 발간했으며, 이를 통해 “퀴어 아이티 연구”를 학문 분야로 처음 제시하였다.
캐나다의 흑인 LGBTQ 예술 및 문화를 기념하는 마시마디 페스티벌(Massimadi Festival)은 2016년 포르토프랭스에서 행사를 개최할 예정이었으나, 반동성애 시위대의 폭력 위협으로 인해 취소되었다.
쿠라지(Kouraj)는 아이티의 LGBT 인권 단체이다. 이 단체의 대표이자 활동가인 샤를로 저디(Charlot Jeudy)는 2019년 11월 25일 사망한 채로 발견되었다.  그가 독살되었다는 소문은 확인되지 않았다.

### 경찰의 대우
범죄 피해자인 아이티의 LGBT들은 종종 경찰로부터 전문적인 대우를 받지 못하는데, 경찰들 또한 동성애와 크로스드레싱에 대해 부정적인 종교적 태도와 관점을 공유하는 경우가 많기 때문이다.
경찰 구성원들이 직접 괴롭힘에 가담하는 경우도 알려져 있으며, 이들의 비전문적인 행동은 LGBT 피해자들을 재차 피해자로 만들기도 한다.
LGBT에 대한 학대와 괴롭힘의 정당화는 전통적인 성 역할에 대한 태도와 종교적 도덕관에서 비롯된 것으로 보인다.
경찰은 LGBT 사람들을 도덕적으로 잘못되었을 뿐만 아니라, 남성과 여성이 옷을 입고 행동해야 한다는 ‘정상적인’ 규범을 위반하는 존재로 보는 경우가 많다.

### 에이즈(HIV/AIDS)
{{본문|아이티의 HIV/AIDS}
2005년 기준으로 아이티 인구의 약 60%가 빈곤 상태에 있었으며, 인구의 약 2%가 HIV에 감염된 것으로 추정되었다 2008년에는 감염자가 4~6%로 증가했으며, 일부 농촌 지역에서는 13%에 달하는 감염률을 보였다.
1997년, 그라사디스(Grasadis)가 설립되어 LGBT 소수자들 사이에서 HIV/AIDS 확산을 방지하는 데 주력하는 한편, 이 소수자들에 대한 대중 교육에도 힘쓰고 있다. 전 영부인 밀드레드 트룰로(Mildred Trouillot)는 공개적으로 그라사디스의 활동을 지지했다.

## 정부 정책

### 듀발리에 정권
듀발리에 독재 시기에 LGBT 사람들이 특정하게 표적이 되었는지에 대한 증거는 없다. 저명한 예술가 리처드 브리손(Richard Brisson)은 독재 정권에 의해 처형되었으나, 그의 성적 지향이 처형의 원인이었는지는 명확하지 않다.

### 1980년대 이후
최근에는 총리 후보인 미셸 피에르루이가 레즈비언이라는 루머가 돌면서, 일부 의원들로부터 부도덕하다는 이유로 공개적인 비난을 받으며 공직에 부적합하다는 평가를 받았다. 그녀는 해당 루머가 사실이 아니며 자신의 인격에 대한 모욕이라는 내용의 공개 성명을 낭독한 뒤에야 총리직을 수행할 수 있었다
2007년, 뉴욕시를 기반으로 하는 아이티 레즈비언 및 게이 연합(Haitian Lesbian and Gay Alliance)이 아이티 성소수자 소수자에게 사회복지 서비스를 제공하고 인권 옹호 활동을 펼치기 위해 설립되었다.
2008년, 약 열두 명의 아이티인이 자국 최초의 게이 권리 시위에 참여했다.

### 2010년 지진
2010년 아이티 지진 당시, 게이 및 양성애자 남성 지원 모임에 참석 중이던 14명의 아이티인이 사망했다.
지진 발생 후 몇 주 동안, 아이티의 많은 게이 남성들은 라디오와 교회에서 성경 설교를 들었으며, 거리에서도 마시시(게이, 경멸적 표현)와 다른 ‘죄인들’이 하나님의 진노를 불러일으켜 지진을 초래했다는 이야기를 접했다.
한 게이 남성은 국제 성소수자 인권위원회(IGLHRC)에 남성과 성교하는 남성(MSM)가 분노한 군중에게 구타당했으며, 그 군중이 친구를 향해 언어 폭력을 행사하고 지진의 원인이라고 비난했다고 보고했다.
포르토프랭스에 위치한 에이즈 지원 단체 Action Civique Contre le VIH(ACCV)의 책임자 폴 에밀 에른스트가 무너진 사무실 잔해에서 빠져나오려 애쓰던 중, 밖에 모여 있던 이웃들로부터 환호성이 들려왔다. 그들은 “메시 예수, 동성애자 대통령이 죽었다”("Meci Jesus, prezidan an pedo ki mouri.")와 “게이 죽어라!”("Mo an masisi!")라고 외쳤다.
지진 이후, 부두교 신자들에 대한 언어적·신체적 공격도 발생했다. 이러한 공격은 부두교 신자들이 동성애자들처럼 부도덕하며 국가의 재난에 일부 책임이 있다는 인식을 가진 이들에 의해 저질러졌다.
아이티에서는 많은 부두교 신자들이 마시시(게이)라는 사실이 널리 알려져 있으며, 많은 성소수자들이 부두교 문화 내에서 자신의 성적 지향과 성별 표현을 더 자유롭게 드러낼 수 있다고 믿는다.
지진 발생 이후, 게이와 양성애자 남성들은 캠프 안팎에서 괴롭힘을 피하고 긴급 주택, 의료 서비스, 또는 식량 지원 프로그램 참여를 거부당할 가능성을 줄이기 위해 목소리, 자세, 걸음걸이 등을 보다 남성적으로 바꾸는 ‘mettre des roches sur nos épaules(어깨에 돌을 올리는 것)’라는 태도를 취했다고 보고했다.
사례 연구로, 한 남성은 탭탭(현지 버스)에서 맞은편에 앉아 있던 남성과 플러팅(호감 표현)을 했다는 이유로 위협과 신체적 폭행을 당했다고 인터뷰에서 밝혔다. As a case study, a man interviewed said he was threatened and physically attacked for supposedly flirting with a man sitting across from him on a tap tap (local bus). "근처에 있던 경찰관을 만났을 때, 그는 자신의 성적 지향 때문에 괴롭힘을 당했다고 설명하지 않고 도둑맞았다고 말했다. 그는 “경찰이 내가 강도 피해자라고 말해야만 도와줄 줄 알았다. 내가 게이라고 알았다면, 나를 때린 사람 대신 오히려 경찰이 나를 공격했을 것”이라고 밝혔다.
"국제 성소수자 인권 위원회(IGLHRC)와 인터뷰한 또 다른 게이 남성은 “형과 다투고 있던 중 도움을 요청하려 경찰에 갔는데, 형이 내 성적 지향이 마시시(게이)라고 말하자 경찰이 나를 때리며 비웃었다. 형보다 더 심하게 폭행당했다”고 말했다.
국제 성소수자 인권 위원회(IGLHRC)가 인터뷰한 한 레즈비언 여성 그룹은 지진 이후 난민 캠프에서 성폭력과 ‘교정 강간’이 “분명한 문제”라고 보고했다. 캠프 안팎에서 레즈비언, 게이 남성, 트랜스젠더 여성에 대한 강간 사례가 문서화되었다. 예를 들어, 24세의 레즈비언 여성 한 명이 샹드마르스 캠프에서 8명의 남성에게 잔인하게 강간당한 사건이 있다

#### 성적 지향과 정체성
2017년 6월, 아이티 상원은 ‘선량한 생활 및 품행 증명서(Certificat de Bonne Vie et Mœurs)’ 발급 대상을 규제하기 위한 법안을 발의했다. 이 증명서는 아이티에서 개인의 신원과 전과 기록을 확인하는 수단으로, 많은 고용주와 교육기관에서 제출을 요구한다. 해당 법안에서는 동성애를 이 증명서 발급을 거부할 수 있는 범죄 사유 중 하나로 명시하고 있다.
2017년 8월, 아이티 상원은 동성결혼을 금지하는 또 다른 법안을 통과시켰다. 이 법안에 따르면 동성결혼에 관여한 모든 개인 — 결혼 당사자와 그에 협조한 사람들 — 은 최대 3년의 징역형과 8,000달러(미국 달러 기준)의 벌금형에 처해질 수 있다.

## 요약표
| 동성 간 성행위 합법                                          | (Since 1791) |
| 동등한 성적 동의 연령 (18)                                   | (Since 1791) |
| 고용 상의 차별 금지법                                        | No           |
| 재화 및 서비스 제공에 관한 차별 금지법                       | No           |
| 기타 모든 영역(간접 차별, 증오 표현 포함)에 관한 차별 금지법 | No           |
| 동성 결혼                                                    | No           |
| 동성 커플 인정                                               | No           |
| 동성 커플의 의붓자녀 입양                                    | No           |
| 동성 커플의 공동 입양                                        | No           |
| 동성애자와 레즈비언의 군 복무 공개 허용                      | No           |
| 법적 성별 변경 권리                                          | No           |
| 레즈비언의 인공수정(IVF) 접근 권리                           | No           |
| 동성 남성 커플을 위한 상업적 대리모 출산                     | No           |
| 남성 간 성관계자(MSMs)의 혈액 기증 허용 여부                 | No           |

## 참고 문헌
- 아이티 부두교와 성적 지향

General:
- 아이티의 인권
- 미국의 성소수자 권리

## 참고문헌
1. 1 2  Katz, Jonathan M. (2008년 11월 30일). “Openly gay marchers debut at Haiti AIDS rally”. 《USA Today》. 2011년 1월 19일에 확인함.
2. ↑  “In Haiti, Slight Progress for LGBT Rights Seen as Victory”. 《Voice of America》 (영어). 2019년 6월 27일에 원본 문서에서 보존된 문서. 2019년 7월 3일에 확인함.
3. ↑  Lemaire, Sandra; Toussaint, Renan (2020년 7월 3일). “Haiti's New Penal Code Under Fire”. 2021년 2월 27일에 확인함.
4. ↑  “Haiti: Constitution, 1987”. 《pdba.georgetown.edu》.
5. 1 2  “Haiti Anti-Gay Protest Draws More Than 1,000 Demonstrators”. 《HuffPost》. 2013년 7월 19일.
6. ↑  Duran, Jose D. (2008년 5월 26일). “Haiti & Homosexuality – Miami News – Riptide 2.0”. Blogs.miaminewtimes.com. 2011년 1월 19일에 확인함.
7. ↑  Durban, Erin (2015년 1월 1일). “Postcolonial Homophobia: United States Imperialism in Haiti and the Transnational Circulation of Antigay Sexual Politics”. 《arizona.openrepository.com》 (미국 영어). 2016년 3월 4일에 확인함.
8. ↑  Durban, Erin L. (2022). 《The Sexual Politics of Empire: Postcolonial Homophobia in Haiti》. University of Illinois Press.
9. ↑  Durban, Erin L. (2017). “Postcolonial Disablement and/as Transition: Trans* Haitian Narratives of Breaking Open and Stitching Together”. 《Transgender Studies Quarterly》 4 (2): 195–207. doi:10.1215/23289252-3814997.
10. ↑  Durban, Erin L. (2017). “Performing postcolonial homophobia: A decolonial analysis of the 2013 public demonstrations against same-sex marriage in Haiti”. 《Women & Performance: A Journal of Feminist Theory》 (영어) 27 (2): 160–175. doi:10.1080/0740770X.2017.1315229. ISSN 0740-770X.
11. ↑  Tinsley, Omise'eke Natasha (2011년 1월 1일). “Songs for Ezili: Vodou Epistemologies of (Trans) gender”. 《Feminist Studies》 37 (2): 417–436. doi:10.1353/fem.2011.0022. JSTOR 23069911.
12. ↑  LaMothe, Mario (2017년 5월 4일). “Our love on fire: Gay men's stories of violence and hope in Haiti”. 《Women & Performance: A Journal of Feminist Theory》 (영어) 27 (2): 259–270. doi:10.1080/0740770X.2017.1315231. ISSN 0740-770X.
13. ↑  “"Nou mache ansanm" (We walk together): Performance, Gender and Sexuality in Haiti”. 《sites.duke.edu》. 2017년 5월 10일에 원본 문서에서 보존된 문서. 2016년 3월 4일에 확인함.
14. ↑  Chapman, Dasha A.; Durban, Erin L.; LaMothe, Mario (2017). “Nou Mache Ansanm (We Walk Together): Queer Haitian Performance and Affiliation”. 《Women & Performance: A Journal of Feminist Theory》 (영어) 27 (2): 143–159. doi:10.1080/0740770X.2017.1315227. ISSN 0740-770X.
15. ↑  “Prominent Haitian LGBTQ activist found dead”. 2019년 11월 25일.
16. 1 2 3 4 5  “The Impact of the Earthquake, and Relief and Recovery Programs on Haitian LGBT People” (PDF). 2011. 5쪽. 2021년 3월 21일에 확인함.
17. ↑  “FRONTLINE: the age of aids: country profile: haiti”. PBS. 2011년 1월 19일에 확인함.
18. ↑  “THE AIDS CRISIS AND HEALTH CARE”. 2008년 11월 17일에 원본 문서에서 보존된 문서. 2009년 5월 29일에 확인함.
19. ↑  “Welcome to HGLA!”. 《www.hgla.org》. 2008년 8월 20일에 원본 문서에서 보존된 문서. 2021년 3월 21일에 확인함.
20. ↑  “Gays in Haiti show their Pride during AIDS march”. Pink News. 2008년 12월 1일. 2011년 6월 4일에 원본 문서에서 보존된 문서. 2011년 1월 19일에 확인함.
21. ↑  Look Who's Talking! (3 Dec). “14 members of Haitian gay support group die in earthquake”. Fridae. 2011년 1월 19일에 확인함.
22. ↑  "The Impact of the Earthquake, and Relief and Recovery Programs on Haitian LGBT People", Briefing paper produced by the International Gay and Lesbian Human Rights Commission and SEROvie, 2011, p.6.
23. 1 2  "The Impact of the Earthquake, and Relief and Recovery Programs on Haitian LGBT People", Briefing paper produced by the International Gay and Lesbian Human Rights Commission and SEROvie, 2011, p.4.
24. ↑  “World Report 2018: Haiti”. 《Human Rights Watch》 (영어). 2018년 1월 5일. 2019년 5월 17일에 확인함.

## 추가 읽을거리
- The Sexual Politics of Empire: Postcolonial Homophobia in Haiti, by Erin L. Durban, 2022
- Why it's gotten harder for LGBT people in Haiti since the earthquake, by Amy Bracken, 2016
- Queering Creole Spiritual Traditions by Randy P Lundschien Conner and David Sparks